# Rhaconotus uzbekistanicus
Rhaconotus uzbekistanicus is een insect dat behoort tot de orde vliesvleugeligen (Hymenoptera) en de familie van de schildwespen (Braconidae). De wetenschappelijke naam van de soort werd voor het eerst geldig gepubliceerd door Yuldashev in 2004.